# Fundação Ecológica Cristalino
A Fundação Ecológica Cristalino (FEC) é uma organização não governamental fundada em 1999, com o objetivo de conservar e monitorar as reservas florestais do município de Alta Floresta, no extremo norte do estado do Mato Grosso. Faz parte do complexo Cristalino Lodge, um eco lodge destinado ao turismo responsável. Foi fundada por Vitória da Riva Carvalho. 
Possui parceria com instituição botânica inglesa Kew Gardens, a Wildlife Conservation Society, a Fiocruz, a TAM, o HSBC e a Rainforest Conservation
As ações da FEC voltam-se a conservação e o uso sustentável dos recursos naturais da região onde se encontra a fundação. Possui programas e projetos destinados à educação ambiental, à criação de unidades de conservação e à recuperação de solos e nascentes desmatados.
A atuação do Complexo Cristalino Lodge lhe rendeu o World Savers Awards em 2008, realizado pela Condé Nast Traveler, o Global Vision Awards, realizado pela revista Travel + Leisure em 2012, o prêmio World’s Best Ecolodges, concedido pela National Geographic Traveler em 2011 e 2013 e o Wildforests Best Ecolodges em 2013, promovido pela Ancient Forest Foundation.

## História
Vitória da Riva Carvalho comprou no início da década de 90, uma área de 12 mil hectares e em 1997 transformou a propriedade em uma Reserva Particular do Patrimônio Natural - RPPN.
Em 1999  foi criada a Fundação Ecológica Cristalino, atraindo pesquisadores de diversas regiões que estavam interessados em estudar os animais e as plantas e realizar planos de preservação. Além de escolas que começaram ir até a região para discutir temas como poluição, queimadas, ações predatórias e de preservação.
Em 2001, o governo do Estado criou o Parque Estadual do Cristalino na área ao redor da RPPN. Entre 2008 e 2010 foi realizado um levantamento florístico pela FEC em parceria com a Royal Botanic Gardens, Kew, no Reino Unido, e a Universidade do Estado de Mato Grosso (Unemat), no qual 1.361 espécies de plantas foram catalogados e oito tipos diferentes de vegetação foram descritos, sendo seis encontrados nas reservas do Cristalino.

## Atuação

Mato Grosso, Alta Floresta

A FEC atua na conservação e monitoramento das reservas florestais, atividades de educação ambiental, pesquisas, workshops da natureza, além de projetos como a Escola da Amazônia,Flora Cristalino,Gente e Onças e Macaco-Aranha.

### Conservação e Monitoramento
Monitora e preserva a área da Alta Floresta em pareceria com o IBAMA e com o Instituto Chico Mendes de Conservação da Biodiversidade, que conta com inúmeras especies de aves e animais selvagens, inclusive espécies ameaçadas, através da regulamentação das atividades e usos dos recursos, e realiza planos que visam definir prioridades em relação a conservação, pesquisa e manutenção.
Desenvolve normas a respeito do uso e zoneamento da floresta, proibindo atividades como mineração, desmatamento, caça predatória, entre outras e promove o turismo sustentável, visando o mínimo impacto e ao mesmo tempo promovendo o conhecimento através de torres de observação, trilhas e atividades de interação entre o público e a natureza.

### Educação Ambiental
Através do Escola da Amazônia a FEC reúne estudantes de escolas da região para realizar aulas práticas e tóricas sobre o ecossistema, realizar debates e criar uma relação com a natureza.Possui o projeto Um dia na floresta voltado para a familiarização com a Floresta Amazônica através de caminhadas, observações da fauna e flora, atividades artísticas, entre outras.

#### Flora Cristalino

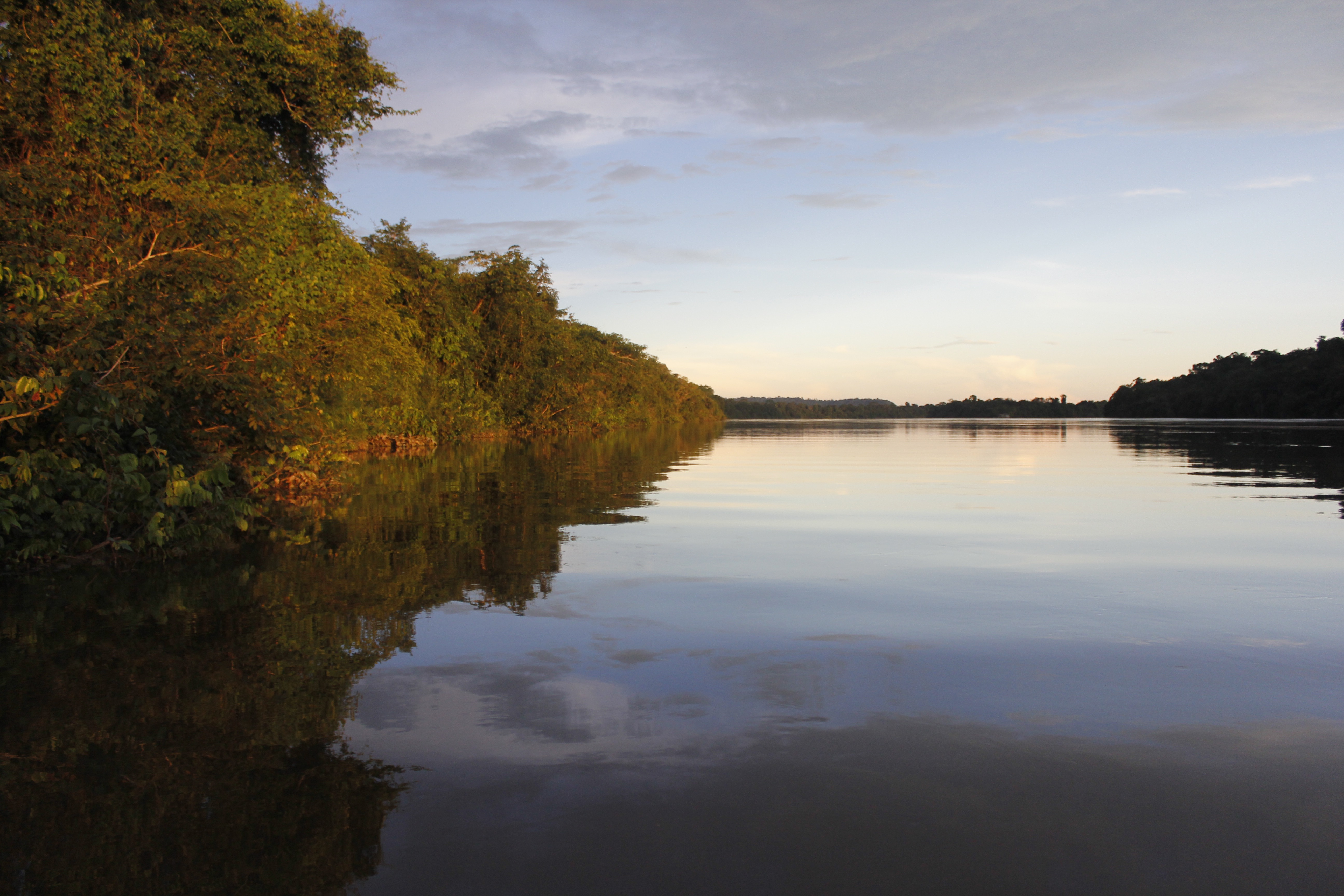
Reserva do Cristalino na sua face sul

O Programa Flora Cristalino iniciou em 2006 e é uma parceria entre a Fundação Ecológica Cristalino,  Royal Botanic Gardens, Kew  e Fauna & Flora International, com o apoio da Universidade do Estado de Mato Grosso (UNEMAT–CUAF) e da Rio Tinto. É destinado a pesquisas sobre a flora da região, buscando a preservação e a capacitação institucional.
Seu foco de atuação é a Reserva Particular do Patrimônio Natural, o Parque Estadual Cristalino e adjacentes.Entre os resultados destaca-se o levantamento de mais de 1.370 espécies de plantas, além do descobrimento de novas espécies, auxiliando a criação do primeiro herbário da Amazônia Meridional, . Os dados estão disponíveis no Parque Estadual Cristalino e os exemplares dos materiais botânicos foram doados para a UNEMAT-CUAF.

#### Gente e Onças
O projeto busca identificar as explicações para a perseguição e abate das onças-pintadas em torno do Parque Estadual Cristalino. Depois de identificadas, a FEC desenvolve intervenções para criar ou mudar atitudes para a conservação e preservação das onças-pintadas, através da Escola da Amazônia.
Desta forma, lançou a coleção Guias de Convivência Gente e Onças, escrito por Silvio Marchini e Ricardo Luciano, nos quais abordam temas como: o impacto da pecuária e população rural, desmatamento, perseguição, questões ecológicas, econômicas, legais, culturais, emocionais e éticas sobre o convívio com as onças, formas de atuar e preservar, além de fornecer como observá-las, fotografá-las e registrá-las.

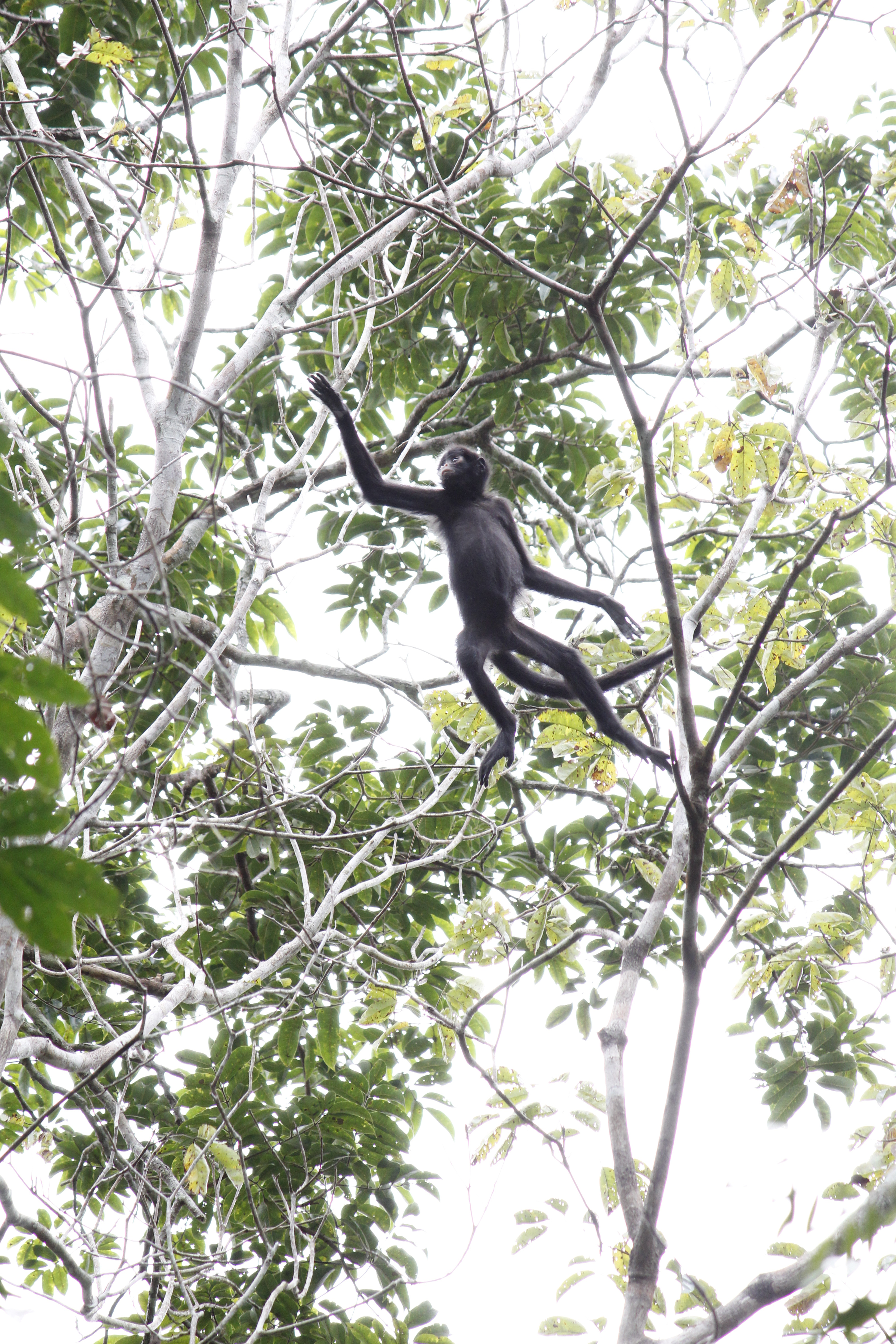
Macaco Aranha - Símbolo da Reserva do Cristalino

#### Macaco-Aranha
O Projeto Macaco Aranha, começou ser desenvolvido pela FEC em 2005,com apoio da Fauna & Flora International e financiado pelo DEFRA (Departament for Environment Food and Rural Affairs – UK). Busca conservar a biodiversidade local e consolidar a espécie Macaco Aranha da Cara Branca através de atividades de educação ambiental realizada com crianças e jovens nas escolas, produtores agrícolas, lideranças comunitárias locais e instituições de conservação da região do Cristalino.
Realiza cursos, workshops, exposições teóricas e atividades práticas de observação em trilhas nas margens do Rio Cristalino, buscando fornecer informações sobre o comportamento, hábitos alimentares, deslocamento e características físicas para os alunos e assim busca capacitar as pessoas para se tornarem multiplicadores de informação e auxiliarem na preservação desta espécie ameaçada de extinção e que se encontra basicamente no Parque Estadual Cristalino. 

### Pesquisas
A Fundação Ecológica Cristalino produz pesquisas anuais sobre a biodiversidade (aves, mamíferos, répteis, peixes, borboletas, entre outros) na região do Cristalino, além de temas como recursos hídricos, contaminação dos solos, etc.
As pesquisas são apoiadas pelo Cristalino Lodge e seus parceiros. Todo o conhecimento é disseminado para os guias, que repassam aos visitantes. Entre as pesquisas realizadas, estão:
•       Estudo da flora na região do Parque Estadual Cristalino realizado em pareceria com a Royal Botanic Gardens, Kew, em Londres, e Universidade Federal do Mato Grosso (UFMT), no qual foi identificado 1361 espécies de plantas e o descobrimento de seis novas espécies .	
•       Estudo das aves realizados por pesquisadores e ornitólogos em parceria com a Cornell Lab of Ornithology, The Field Museum of Chicago, Moore Foundation e Museu Paraense Emílio Goeldi.
•       Levantamento de pequenos e médios mamíferos, estudo sobre o macaco-aranha-de-cara-branca, macaco cuxiú-de-nariz-vermelho e sua distribuição, em parceria com Universidade Federal do Pará e Museu Paraense Emílio Goeldi.
•	Estudo dos répteis e anfíbios em parceria com a Universidade de Brasília (UnB).
•	Estudo dos peixes do rio Cristalino em parceria com a  Universidade de Tübingen. 
•	Estudo dos morcegos e mamíferos em parceria com a Universidade de Brasília (UnB).
•	Estudo de aves em parceria com a Universidade de São Paulo (USP). 
•	Levantamento da qualidade dos recursos hídricos, em parceria com a Universidade Federal do Mato Grosso (UFMT).
•	Estudo da relação do mercúrio com a saúde humana, em parceria com a  Universidade Estadual Paulista (UNESP).
•	Preservação das onças nas zonas rurais, realizada por Silvio Marchini. 
•	Estudo sobre as queimadas e seus efeitos, em parceria com a Universidade Federal do Mato Grosso (UFMT). 
•      Promoção de políticas de conservação 

### Desenvolvimento sustentável
A FEC desenvolve ações com o objetivo de restaurar áreas degradadas e nascentes. 
Também elabora planos de negócios sustentáveis para os produtores da região, realiza diagnósticos e pesquisas socioeconômicas com a população que reside ao redor das áreas de conservação.